# Howhannes Barseghjan
Howhannes Chatschaturi Barseghjan (armenisch Հովհաննես Խաչատուրի Բարսեղյան; * 26. Oktober 1920 in Mastara, Armenien; † 2. August 2014, Jerewan) war ein armenischer Linguist.

## Leben
Howhannes Chatschaturi Barseghjan kam im Oktober 1920 in Mastara in Armenien zur Welt. Nach Abschluss der Oberschule (mit Goldmedaille) im Jahr 1938 wurde er in die Fakultät für Armenische Philologie an der Staatlichen Universität zu Jerewan eingeschrieben. 1941 wurde er in die Rote Armee eingezogen und nach einem Jahr Offizierslehrgang nahm er bis 1944 am Zweiten Weltkrieg als Kommandeur eines Infanteriebataillons teil. Nach dem Ende des Krieges erfolgte die Aspirantur an der Fakultät für Armenische Philologie, wo er 1953 zum Dr. phil. promoviert wurde.
1970 wurde er auf den Lehrstuhl für Armenische Linguistik an der Staatlichen Universität zu Jerewan berufen. Dort war er von 1970 bis 1981 Dekan der Fakultät für Armenische Philologie. 1981 habilitierte er sich mit der Monographie „Die Syntax der Modernen Armenischen Sprache“. Von 1985 bis 1990 wurde er Ordinarius für Geschichte der Armenischen Sprache an der Universität zu Jerewan. Für die Monumentalarbeit „Wörterbuch der Toponyme von Armenien und benachbarter Gebiete“ erhielt er 2003 zusammen mit T. Hakopian und St. Melick-Bachschian den Armenischen Staatspreis. 
Zuletzt war Howhannes Barseghjan kommissarischer Präsident und Wissenschaftlicher Sekretär des Rates für Armenische Sprache (früher: Ständige Kommission für Armenische Sprache und Terminologie bei dem Ministerrat der Republik Armenien) und Präsident des Gemeinsamen Wissenschaftsrates und der Attestationskommission der Nationalen Akademie der Wissenschaften und der Staatlichen Universität zu Jerewan für Bereich Armenische Philologie.

## Werke (Auswahl)
- Theorie der Flexion der Verben. Jerewan 1965
- Wörterbuch der Rechtschreibung und der Terminologie der Armenischen Sprache. Jerewan 1973
- Wörterbuch der Toponyme von Armenien und benachbarter Gebiete. In Zusammenarbeit mit T. Hakopian und St. Melick-Bachschian. Jerewan 1985–1990
- Prüfung der Fragen der Armenischen Rechtschreibung bei den Klassikern der Literatur und den Veröffentlichungen der Wissenschaftstheoretiker. Jerewan 2006

| Personendaten    | Personendaten                              |
| ---------------- | ------------------------------------------ |
| NAME             | Barseghjan, Howhannes                      |
| ALTERNATIVNAMEN  | Բարսեղյան, Հովհաննես Խաչատուրի (armenisch) |
| KURZBESCHREIBUNG | armenischer Linguist                       |
| GEBURTSDATUM     | 26. Oktober 1920                           |
| GEBURTSORT       | Mastara, Demokratische Republik Armenien   |
| STERBEDATUM      | 2. August 2014                             |
| STERBEORT        | Jerewan, Armenien                          |